# Augusta de Trévise
Augustine de Trévise, également connue sous le nom d'Augustine de Ceneda, Augustine de Tarvisium ou Augustine de Serravalle, est vénérée comme une vierge martyre. Avec saint Titien, elle est la patronne de Vittorio en Vénétie.
Ses Actes ont été rédigés au XVIe siècle par Minuccio Minucci di Serravalle, secrétaire du pape Clément VIII et protonotaire apostolique. Selon ses Actes, Augustine était la fille de Matrucus, chef païen des Alamans. Matrucus avait conquis les Frioulans, qui avaient été christianisés, et les avait gouvernés.
Augusta s'est convertie secrètement au christianisme. Son père avait envoyé des espions pour la surveiller, et un jour, lorsqu'il la découvrit en train de prier, il l'emprisonna, puis lui arracha les dents. Son père enragé l'eut ensuite torturée et décapitée avec sa propre épée à Serravalle, un quartier de l'actuel Vittorio Veneto, vers 100 apr. J.-C.. 
Certaines sources affirment que sa mort aurait eu lieu au Ve siècle.  

## Histoire
En 402, le roi wisigoth Alaric descendit en Italie et, après avoir occupé les Venises, eut placé à sa tête quelques-uns de ses capitaines. Parmi eux, il y avait Matrucus qui s'était installé dans une forteresse sur le mont Marcantone, près de l'actuelle Serravalle. Le barbare, avide de pouvoir, étendit bientôt ses territoires vers le Frioul et se proclama rapidement roi, se distinguant cependant comme un dirigeant despotique et cruel, notamment envers les chrétiens. Vers 410, la femme de Matrucco tomba enceinte, mais dès le début, sa grossesse s'avéra particulièrement difficile. C'est pour cette raison que sa femme fut transférée au château d'un loyaliste du roi, près de l'actuel Piai de Fregona, où elle ne manqua d'aucun confort. 
Cependant, cela n’a pas suffi à la sauver et sa femme décéda en donnant naissance à une petite fille, Sainte Augustine. Matrucus , désespéré, lui déversa tout son amour et lui donna le nom d'Augustine en signe de chance. Bien que Matrucus soit païen, Augustine reçut secrètement le baptême d'un ermite qui habitait non loin du château de Serravalle. La jeune femme a immédiatement mis en pratique les enseignements évangéliques, consolant et aidant autant que possible les chrétiens persécutés par son père et participant aux prières. 
Quelques faits miraculeux lui furent également attribués. Apprenant cela, Matrucus la réprimanda et, en réponse, elle défendit assidûment sa foi. Il décida alors de l'emprisonner pendant un certain temps et, elle, n'ayant pas renié sa foi, Matrucus ordonna qu'on lui arrache deux dents et de l'enfermer à nouveau. Pendant longtemps, elle fut tour à tour emprisonnée et torturée. Finalement le roi décida de l'envoyer au bûcher. 

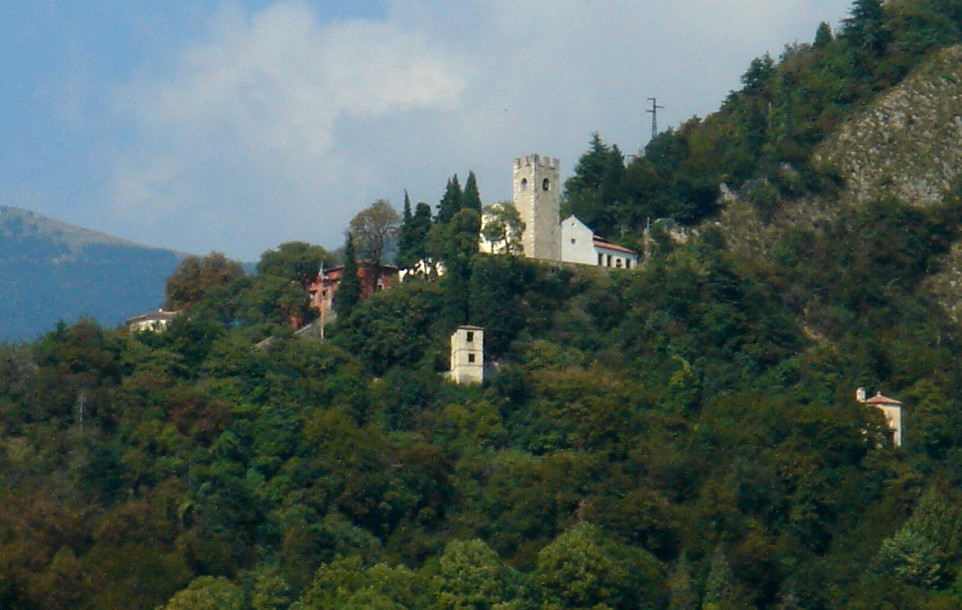
Le sanctuaire édifié à l'endroit du martyre

Cependant, elle en sorti miraculeusement indemne, elle fut alors attachée à une roue et jetée en depuis le haut d’une colline. (Le sanctuaire actuel est construit à la place du martyre). A nouveau, Sainte Augustine ne fut même pas été blessée et Matrucus la décapita de son épée. 
Par la suite, Matrucus regretta amèrement ce qu'il avait fait. 
Après avoir enterré dignement le corps d'Augustine, il passa le reste de sa vie à s'accuser et abandonna finalement Serravalle pour chercher un peu de paix dans son Allemagne natale.

## Vénération
Les Actes de De' Minucci ont été inclus dans un volume intitulé De probatis sanctorum historiis, une étude hagiographique du savant allemand du XVIe siècle Laurentius Surius (Lorenz Sauer, Laurence Suhr, Lorenzo Surio ), et ont été publiés à Cologne. Son nom est répertorié dans le catalogue des saints de Ferrarius, mais pas dans le martyrologe romain

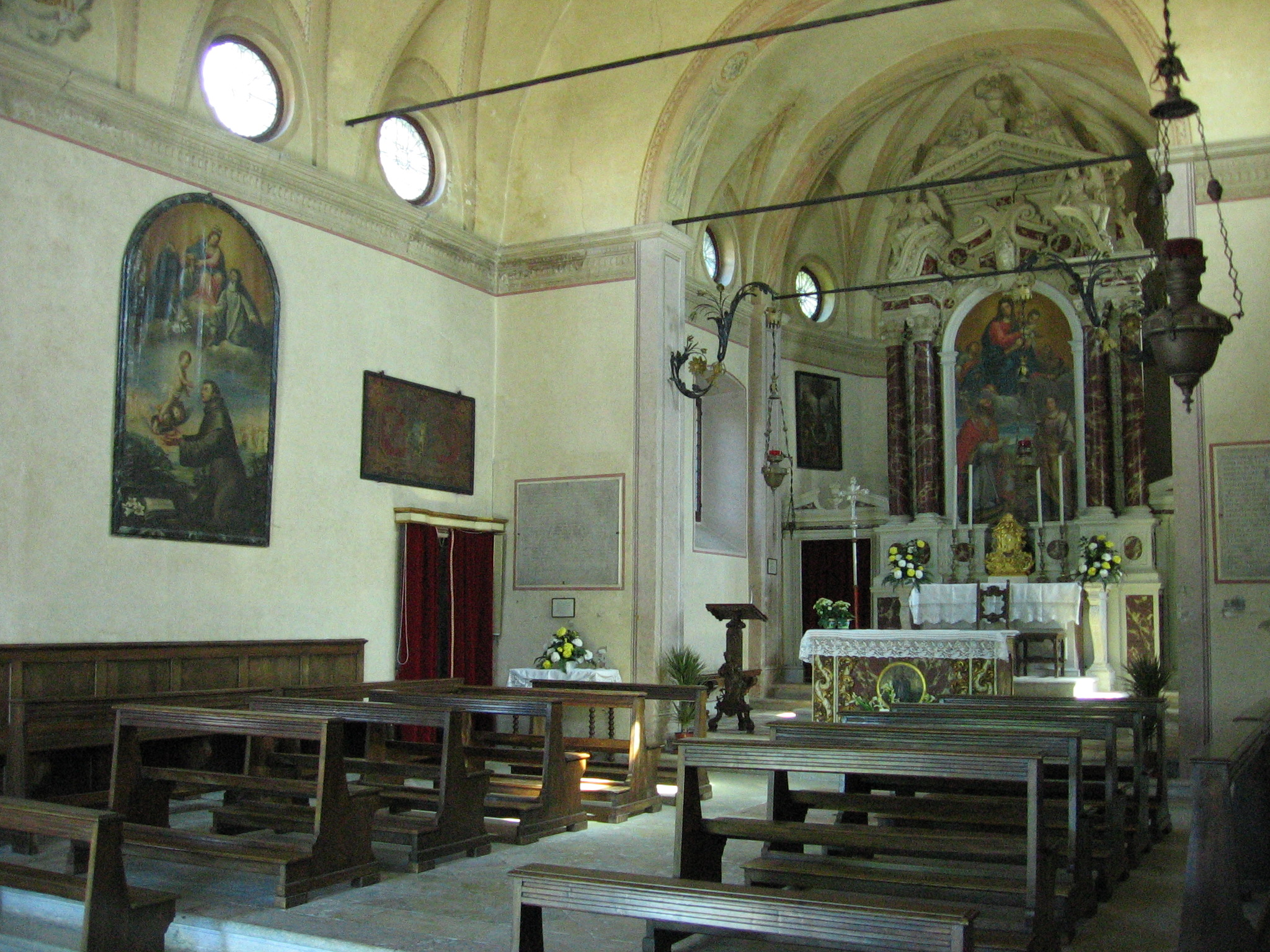
Intérieur du sanctuaire de Sainte Augustine

Les reliques d'Augusta auraient été retrouvées quelques années après sa mort sur la colline appelée Santa Augusta en son honneur, qui surplombe Serravalle. On sait que le Mont Marcantone, lieu du martyre, était appelé « Mont Saint Augustine » dès 1234. La sainte est également citée dans les statuts de Serravalle de 1360 comme saint patron vénéré depuis l'Antiquité.
Cependant, le culte de Sainte Augusta n'a été officialisé que le 22 mai 1754 grâce à un décret du pape Benoît XIV émis à la demande de Lorenzo Da Ponte.
Sainte Augustine est rappelée deux fois dans le calendrier : le 27 mars, on se remémore la découverte, lors de la restauration du sanctuaire en 1450, de ses reliques ; l'autre fête est le 22 août et pour l'occasion une foire est organisée à Vittorio.
Actuellement, les restes de la sainte se trouvent dans le sanctuaire situé sur le mont Marcantone (aujourd'hui mieux connu sous le nom de mont Sainte Augustine) auquel on accède par un chemin. Sept chapelles du XVIIe siècle surplombent le versant et étaient autrefois le lieu de fréquentes processions et pèlerinages.